# Desmos subbiglandulosa
Desmos subbiglandulosa là loài thực vật có hoa thuộc họ Na. Loài này được (Miq.) Merr. mô tả khoa học đầu tiên năm 1915.